# Bisdom Las Cruces
Het bisdom Las Cruces (Latijn: Dioecesis Cruciensis) is een rooms-katholiek bisdom met als zetel Las Cruces, in de Amerikaanse staat New Mexico. Het bisdom is suffragaan aan het aartsbisdom Santa Fe. 

## Geschiedenis
Het bisdom werd opgericht op 17 augustus 1982, uit delen van het aartsbisdom Santa Fe en het bisdom El Paso.

## Parochies
Het bisdom had in 2021 een oppervlakte van 115.210 km2 en telde 565.338 inwoners waarvan 42,1% rooms-katholiek was.

## Bisschoppen
- Ricardo Ramirez (17 augustus 1982 - 10 januari 2013)
- Oscar Cantú (10 januari 2013 - 11 juli 2018)
  - Gerald Frederick Kicanas (apostolisch administrator: 28 september 2018 - 23 juli 2019)
- Peter Baldacchino (15 mei 2019 - heden)

## Galerij van afbeeldingen

Wapen van het bisdom
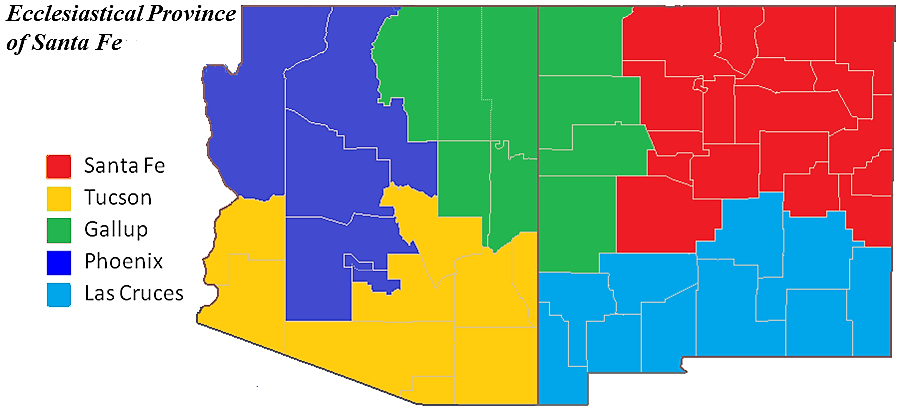
Kerkprovincie met aartsbisdom en suffragane bisdommen
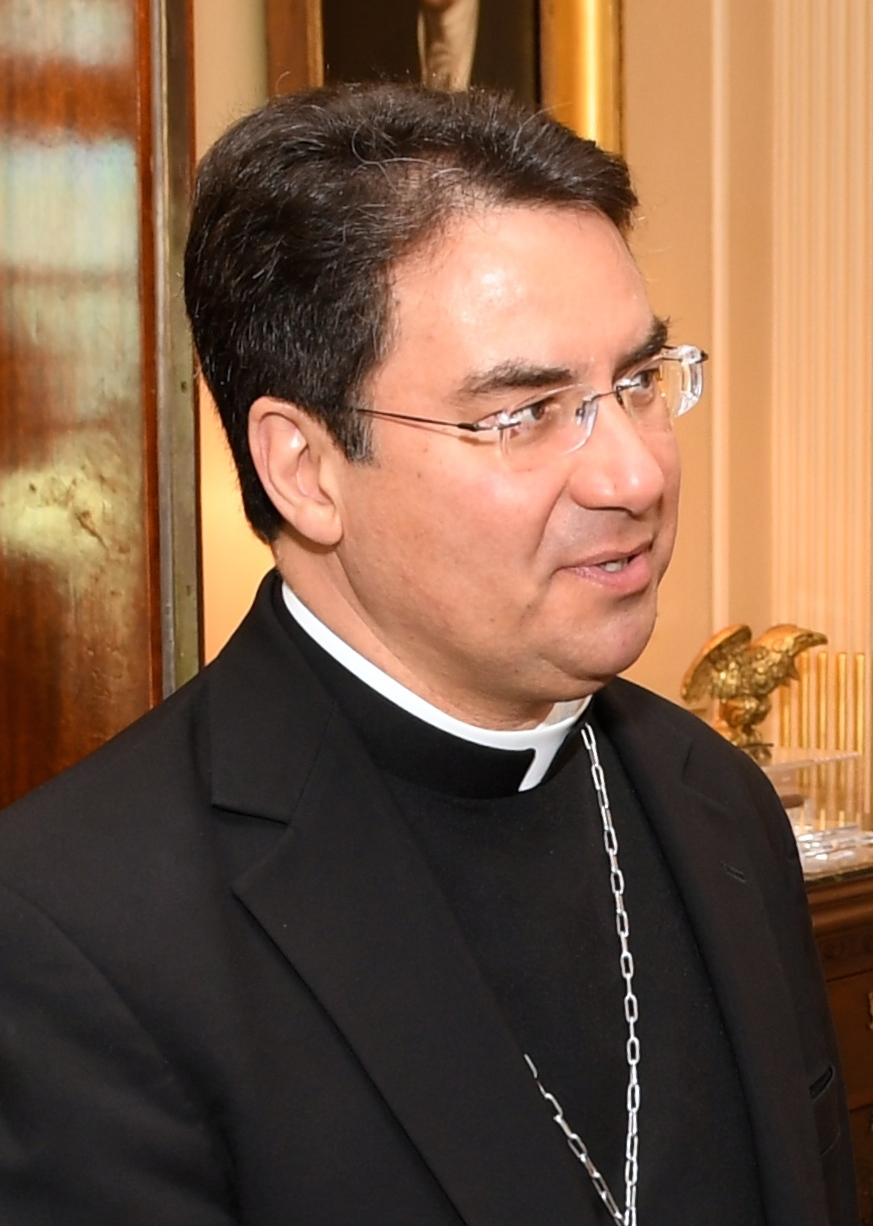
Bisschop Oscar Cantú (2013-2018)

Santa Fe (aartsbisdom) · Gallup · Las Cruces · Phoenix · Tucson